# سرد

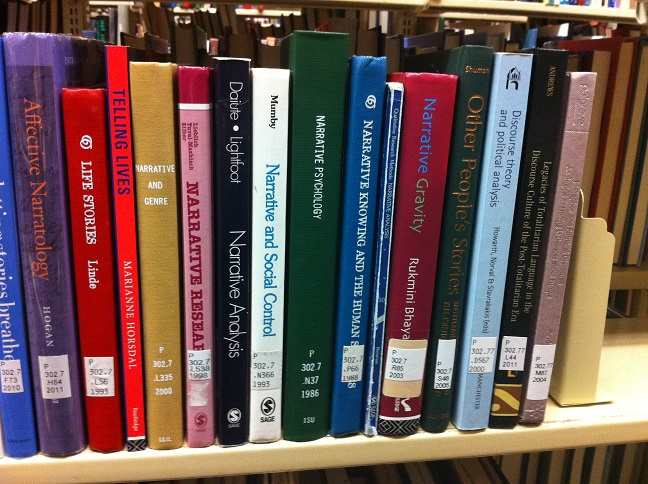

السَّرد روي  واقعي  أو خيالي لأفعال قد يكون نثرا أو شعرا يقصد به إثارة الاهتمام والإمتاع أو تثقيف السامعين أو القراء. ويقول (روبرت لويس ستيفنسون) - وهو من رواد القصص المرموقين: ليس هناك إلا ثلاثة طرق لكتابة القصة؛ فقد يأخذ الكاتب حبكة ثم يجعل الشخصيات ملائمة لها، أو يأخذ شخصية ويختار الأحداث والمواقف التي تنمي تلك الشخصية، أو قد يأخذ جوًا معينًا ويجعل الفعل والأشخاص تعبر عنه أو تجسده.

## القصة عند العرب
أطلق العرب هذا اللفظ على عدة معان، أحدها قريب من الفن الذي نعرفه اليوم بهذا الاسم. وكان العرب قديماً يطلقون عليه عدة أسماء، مثل الحديث، والخبر، والسمر، والخرافة. وأقدم قصص عربية مدونة ما أورده القرآن عن الأمم الغابرة، تسرية عن النبي، وإنذاراً للكفار، وإن كان لعرب الجاهلية قصصهم، كما تبين أخبار النضر بن الحارث وغيره. ولما عني المسلمون بالقصص القرآنية وتفسيرها وتكملتها، نشأ القصص الديني الذي اختلط بالقصص المسيحي واليهودي. وعني الخلفاء الأولون بالقصاص الذين كانت مهمتهم الوعظ في السلم، والتحريض على الاستبسال في الحرب، فعينوا لهم الرواتب، وأباحوا لهم التحدث بالمساجد – وإن كان المتشددون من رجال الدين لم يرضوا عنهم لعدم تحريهم الصدق – وبلغ من شأنهم أن استقدمهم معاوية بن أبي سفيان إلى بلاطه ودون قصصهم. واتسعت القصص العربية والمعربة في العصر العباسي، ودونت في الكتب التي يحصي منها ابن النديم الكثير، بعد أن فتح ابن المقفع الباب للترجمة «بكليلة ودمنة». وفي القرن الرابع هجري. ظهرت المقامات، واتصل التأليف فيها. وكان للعامة قصاصيهم الذين تجاوبوا معهم، وألقوا ما عبر عنهم، من أمثال قصص ألف ليلة وليلة، والسيرة الشعبية التي وجدت إبان الحروب الصليبية. وفي العصر الحديث حاكى الأدباء العرب القصة الغربية في مختلف أنواعها وفنونها، وتطورت القصة في مصر خاصة حتى وصلت نماذج منها إلى مستوى القصة الغربية. انظر: رواية.
أما القصة في الوقت الحاضر فهي سرد حكائي لمجموعة مترابطة من الأحداث لها بداية ووسط ونهاية، يربطها الكاتب ببعضها البعض من خلال اختيار الكلمات التي يعبر فيها الكاتب عن إحساس شخصي أو مشكلة سائدة في المجتمع. وقد تكون لها أغراض تعليمية أو معرفية أو فنية.

## تعريفات حول القصة والحكاية

### القصة القصيرة
سرد قصصي قصير نسبيًا (قد يقل عن عشرة آلاف كلمة) يهدف إلى إحداث تأثير مفرد مهيمن ويمتلك عناصر الدراما. وفي أغلب الأحوال تركز القصة القصيرة على شخصية واحدة في موقف واحد في لحظة واحدة. وحتى إذا لم تتحقق هذه الشروط فلا بد أن تكون الوحدة هي المبدأ الموجه لها. والكثير من القصص القصيرة يتكون من شخصية (أو مجموعة من الشخصيات) تقدم في مواجهة خلفية أو وضع، وتنغمس خلال الفعل الذهني أو الفيزيائي في موقف. وهذا الصراع الدرامي أي اصطدام قوى متضادة ماثل في قلب الكثير من القصص القصيرة الممتازة. فالتوتر من العناصر البنائية للقصة القصيرة كما أن تكامل الانطباع من سمات تلقيها بالإضافة إلى أنها كثيرًا ما تعبر عن صوت منفرد لواحد من جماعة مغمورة.
ويذهب بعض الباحثين إلى الزعم بأن القصة القصيرة قد وجدت طوال التاريخ بأشكال مختلفة؛ مثل قصص العهد القديم عن الملك داوود، وسيدنا يوسف وراعوث، وكانت الأحدوثة وقصص القدوة الأخلاقية في زعمهم هي أشكال العصر الوسيط للقصة القصيرة. ولكن الكثير من الباحثين يعتبرون أن المسألة أكبر من أشكال مختلفة للقصة القصيرة، فذلك الجنس الأدبي يفترض تحرر الفرد العادي من ربقة التبعيات القديمة وظهوره كذات فردية مستقلة تعي حرياتها الباطنة في الشعور والتفكير، ولها خصائصها المميزة لفرديتها على العكس من الأنماط النموذجية الجاهزة التي لعبت دور البطولة في السرد القصصي القديم.
ويعتبر إدغار آلان بو من رواد القصة القصيرة الحديثة في الغرب. وقد ازدهر هذا اللون من الأدب، في أرجاء العالم المختلفة، طوال قرن مضى على أيدي موباسان وزولا وتورجنيف وتشيخوف وهاردي وستيفنسن، ومئات من فناني القصة القصيرة. وفي العالم العربي بلغت القصة القصيرة درجة عالية من النضج على أيدي يوسف إدريس في مصر، وزكريا تامر في سوريا، ومحمد المر في دولة الإمارات.

### الحكاية
سرد قصصي يروي تفصيلات حدث واقعي أو متخيل، وهو ينطبق عادة على القصص البسيطة ذات الحبكة المتراخية الترابط، مثل حكايات ألف ليلة وليلة ومن أشهر الحكايات «حكايات كانتربري» لتشوسر. وقد يشير التعبير دون دقة إلى رواية كما هي الحال في حكاية (قصة) مدينتين لشارلز ديكنز.

### الحكاية الشعبية
خرافة (أو سرد قصصي) تضرب جذورها في أوساط شعب وتعد من مأثوراته التقليدية. وخاصة في التراث الشفاهي. ويغطي المصطلح مدى واسعا من المواد ابتداء من الأساطير السافرة إلى حكايات الجان. وتعد ألف ليلة وليلة مجموعة ذائعة الشهرة من هذه الحكايات الشعبية.
اللغة ونوعها ومستواها في العمل القصصي:
فاللغة العامية لغة مبتذلة لا تقوى على إقامة معان ذات إيحاءات متعددة مؤثرة، كما هو الحال في اللغة الأدبية الفصحى.

## عناصر القصة
1- الفكرة والمغزى:
وهو الهدف الذي يحاول الكاتب عرضه في القصة، أو هو الدرس والعبرة التي يريد منا تعلُّمه؛ لذلك يفضل قراءة القصة أكثر من مرة واستبعاد الأحكام المسبقة، والتركيز على العلاقة بين الأشخاص والأحداث والأفكار المطروحة، وربط كل ذلك بعنوان القصة وأسماء الشخوص وطبقاتهم الاجتماعية …
2- الحــدث:
وهو مجموعة الأفعال والوقائع مرتبة ترتيبا سببياً، تدور حول موضوع عام، وتصور الشخصية وتكشف عن صراعها مع الشخصيات الأخرى … وتتحقق وحدة الحدث عندما يجيب الكاتب على أربعة أسئلة هي: كيف وأين ومتى ولماذا وقع الحدث؟. ويعرض الكاتب الحدث بوجهة نظر الراوي الذي يقدم لنا معلومات كلية أو جزئية، فالراوي قد يكون كلي العلم، أو محدودة، وقد يكون بصيغة الأنا (السردي). وقد لا يكون في القصة راوٍ، وإنما يعتمد الحدث حينئذٍ على حوار الشخصيات والزمان والمكان وما ينتج عن ذلك من صراع يطور الحدث ويدفعه إلى الأمام.أو يعتمد على الحديث الداخلي …
3- العقدة أو الحبكة:
وهي مجموعة من الحوادث مرتبطة زمنيا، ومعيار الحبكة الممتازة هو وحدتها، ولفهم الحبكة يمكن للقارئ أن يسأل نفسه الأسئلة التالية: -
- ما الصراع الذي تدور حوله الحبكة؟ أهو داخلي أم خارجي؟.
- ما أهم الحوادث التي تشكل الحبكة؟ وهل الحوادث مرتبة على نسق تاريخي أم نفسي؟
- ما التغيرات الحاصلة بين بداية الحبكة ونهايتها؟ وهل هي مقنعة أم مفتعلة؟
- هل الحبكة متماسكة.
- هل يمكن شرح الحبكة بالاعتماد على عناصرها من عرض وحدث صاعد وأزمة، وحدث نازل وخاتمة.
4- القصة والشخوص:
يختار الكاتب شخوصه من الحياة عادة، ويحرص على عرضها واضحة في الأبعاد التالية:
أولا: البعد الجسمي: ويتمثل في صفات الجسم من طول وقصر وبدانة ونحافة وعيوب والعمر، وذكر أو أنثى .
ثانيا: البعد الاجتماعي: ويتمثل في انتماء الشخصية إلى طبقة اجتماعية معينة وفي نوع العمل الذي يقوم أو تقوم به ، وثقافته/وثقافتها، ونشاطها/ونشاطه ، وكل ظروفه المؤثرة في حياتهما، ودينه/ودينها ، وجنسيتها/وجنسيته، وهواياتها/ وهوايته.
ثالثا: البعد النفسي: ويكون في الاستعداد والسلوك من رغبات وآمال وعزيمة وفكر، ومزاج الشخصية من انفعال وهدوء وانطواء أو انبساط.
5- القصة والبيئة:
تعد البيئة الوسط الطبيعي الذي تجري ضمنه الأحداث وتتحرك فيه الشخوص ضمن بيئة مكانية وزمانية تمارس وجودها.

## أساليب رواية القصة
- سرد الأحداث.
- الحوار.
- الدمج بين السرد والحوار.
- بدون نهاية / نهاية مفتوحة .
- بعنوان / بدون عنوان .
- أن تغنى على شكل أنشودة.

## اقرأ أيضا
- توقع (أدب)